# Resolució 800 del Consell de Seguretat de les Nacions Unides
La Resolució 800 del Consell de Seguretat de les Nacions Unides, aprovada el 8 de gener de 1993 després d'examinar l'aplicació d'Eslovàquia per a ser membre de les Nacions Unides, el Consell va recomanar a l'Assemblea general que Eslovàquia fos admesa.